# Мантурово (посёлок при станции)
Ма́нтурово — упразднённый посёлок при станции Мантурово, историческая часть города Мантурово Мантуровского района Костромской области России.

## География
Расположен в центральной части Восточно-Европейской (Русской) равнины.  

Климат умеренно континентальный. Среднегодовая температура воздуха — 2,7°С;  в январе: −12,7°С;  в июле: 18,5°С. В среднем за год выпадает 593 мм осадков, максимум приходится на лето, минимум на зиму. Количество осадков преобладает над испарением. Снежный покров держится 150—155 дней. 

## История
В ноябре 1906 года открыто сообщение по железной дороге Вологда-Вятка Транссибирской магистрали и станция Мантурово,  при которой вырос пристанционный посёлок.

## Инфраструктура
Отделение почтовой связи № 157303